# Аріпгаджиєв Магомед Давудович
Магомед Давудович Аріпгаджиєв (азерб. Məhəmməd Davud oğlu Ariphacıyev і біл. Магамед Давудавіч Арыпгаджыеў; нар. 23 вересня 1977, Каспійськ, СРСР) — білоруський, раніше азербайджанський, боксер, срібний призер Олімпійських ігор 2004 року.

## Любительська кар'єра

### Олімпійські ігри 2000
- 1/8 фіналу: Програв Себастьяну Кеберу (Німеччина) — PTS (4-9)

З 2001 року почав виступати під прапором Білорусі. На чемпіонаті світу 2001 здобув дві перемоги, у тому числі над Алі Ісмаїловим (Азербайджан), а у чвертьфіналі програв Євгену Макаренко (Росія).
На чемпіонаті Європи 2002 здобув дві перемоги, а у чвертьфіналі не вийшов на бій проти Михайла Гала (Росія).
На чемпіонаті світу 2003 завоював срібну медаль.
- 1/16 фіналу: Переміг Порнчай Тонгбуран (Таїланд) — 24-8
- 1/8 фіналу: Переміг Клементе Руссо (Італія) — 14-4
- 1/4 фіналу: Переміг Йохансона Мартінеса (Куба) — 16-13
- Півфінал: Переміг Алекси Куземського (Польща) — 16-14
- Фінал: Програв Євгену Макаренко (Росія) — 11-29

На чемпіонаті Європи 2004 здобув дві перемоги, а у чвертьфіналі знов програв Євгену Макаренко (Росія).

### Олімпійські ігри 2004
- 1/16 фіналу: Переміг Раміро Редусіндо (Мексика) — PTS (29-10)
- 1/8 фіналу: Переміг Едгара Муньйоса (Венесуела) — PTS (18-10)
- 1/4 фіналу: Переміг Лея Юпінга (Китай) — PTS (27-18)
- Півфінал: Переміг Ахмеда Ісмаїла (Єгипет) — PTS (23-20)
- Фінал: Програв Андре Ворду (США) — PTS (13-20)

## Професіональна кар'єра
2005 року дебютував на професійному рингу. До 2010 року виграв 16 поєдинків (10 – нокаутом) і програв два.